# Asparagus petersianus
Asparagus petersianus är en sparrisväxtart som beskrevs av Carl Sigismund Kunth. Asparagus petersianus ingår i släktet sparrisar, och familjen sparrisväxter. Inga underarter finns listade i Catalogue of Life.